# 맵시조개목
맵시조개목(Nuculanoida)은 원새아강에 속하는 아주 작은 소금물에 사는 조개류 목으로 이매패류 연체동물이다.

## 특징
이 이매패류는 비교적 원시적인 원새류 아가미를 갖고 있어 다른 이매패류와 구별된다. 조가비의 연결부를 따라 한 줄의 짧은 치아가 나 있다. 조가비 안쪽은 흔히 진주층으로 되어 있다.

## 분류
맵시조개목은 다음 과를 포함하고 있다.
- Bathyspinulidae  Coan & Scott, 1997
- Lametilidae
- Malletiidae H. and A. Adams, 1858
- Neilonellidae Schileyko, 1989
- Nuculanidae Meek, 1864
- Sareptidae  Stoliczka, 1871
- Siliculidae Allen and Sanders, 1973
- Tindariidae Verrill and Bush, 1897
- Yoldiidae Habe, 1977
- Praenuculidae Mcalester, 1969 (?)
- Pristiglomidae Sanders and Allen, 1973 (?)